# Ворнер (Нью-Гемпшир)
Ворнер (англ. Warner) — місто (англ. town) в США, в окрузі Меррімак штату Нью-Гемпшир. Населення — 2937 осіб (2020).

## Демографія
Згідно з переписом 2010 року, у місті мешкали 2833 особи в 1116 домогосподарствах у складі 752 родин. Було 1358 помешкань
Расовий склад населення:
| - 97,9 % — білих - 0,4 % — корінних американців - 0,4 % — чорних або афроамериканців - 0,2 % — азіатів |

До двох чи більше рас належало 0,8 %. Частка іспаномовних становила 1,8 % від усіх жителів.
За віковим діапазоном населення розподілялося таким чином: 20,6 % — особи молодші 18 років, 64,4 % — особи у віці 18—64 років, 15,0 % — особи у віці 65 років та старші. Медіана віку мешканця становила 44,5 року. На 100 осіб жіночої статі у місті припадало 97,4 чоловіків;  на 100 жінок у віці від 18 років та старших — 95,3 чоловіків також старших 18 років.
Середній дохід на одне домашнє господарство  становив 94 435 доларів США (медіана — 75 195), а середній дохід на одну сім'ю — 107 359 доларів (медіана — 87 738). Медіана доходів становила 65 000 доларів для чоловіків та 47 045 доларів для жінок. За межею бідності перебувало 7,0 % осіб, у тому числі 3,5 % дітей у віці до 18 років та 2,2 % осіб у віці 65 років та старших.
Цивільне працевлаштоване населення становило 1560 осіб. Основні галузі зайнятості: освіта, охорона здоров'я та соціальна допомога — 24,6 %, роздрібна торгівля — 10,5 %, мистецтво, розваги та відпочинок — 9,4 %, публічна адміністрація — 8,8 %.